# Die Harald Schmidt Show
Die Harald Schmidt Show to niemiecki program rozrywkowy typu Late-Night-Show nadawany codziennie od wtorku do piątku w latach 1995–2003 w Sat.1 i prowadzony przez Haralda Schmidta.

## Produkcja
Program był produkowany przez Bonito TV-Produktionsgesellschaft mbH, firmę której dyrektorem był sam Harald Schmidt. „Die Harald Schmidt Show” był nagrywany od 1998 w studiu 449 na ulicy Schanzenstraße 39 w Mülheim (Kolonia). Wcześniej program był produkowany przez Jörga Graboscha i jego firmę Brainpool, a emitowany z Kölner Capitol.

## Nagrody
„Die Harald Schmidt Show” cieszył się wielką popularnością wśród niemieckiej widowni. Sam Harald Schmidt otrzymał za swój program następujące nagrody telewizyjne:
- 1997
  - Adolf-Grimme-Preis za „Die Harald Schmidt Show”
  - Goldener Löwe – najlepszy showman za „Die Harald Schmidt Show”
  - Telestar – najlepszy showman za „Die Harald Schmidt Show”
- 1998
  - Medienpreis für Sprachkultur der Gesellschaft für deutsche Sprache e. V.
  - Prix Pantheon – nagroda specjalna Reif und Bekloppt
- 1998
  - Medienpreis für Sprachkultur der Gesellschaft für deutsche Sprache e. V.
  - Prix Pantheon – nagroda specjalna Reif und Bekloppt
- 1999
  - Bayerischer Fernsehpreis za „Die Harald Schmidt Show”
  - Goldene Romy za „Die Harald Schmidt Show”
- 2000
  - Deutscher Fernsehpreis – najlepsza moderacja – rozrywka
- 2001
  - Deutscher Fernsehpreis – najlepsza moderacja – rozrywka
  - Goldener Wuschel przez program Brisant (ARD)
- 2002
  - Adolf-Grimme-Preis nagroda specjalna za „Die Harald Schmidt Show”
  - Goldene Feder razem z Manuelem Andrackiem
- 2003
  - Deutscher Fernsehpreis – najlepszy program rozrywkowy – za „Die Harald Schmidt Show”
  - Hans-Bausch-Media-Preis